# Hotel Saxkjøbing
Hotel Saxkjøbing er et hotel og restaurant, der ligger på Torvet i købstaden Sakskøbing på Lolland. Bygningen er fra omkring 1800 og blev fredet i 1964. Hotel Saxkjøbing har siden 2006 været ejet og drevet af kokken og iværksætteren Claus Meyer.
Restauranten lægger særlig vægt på lokale råvarer og husmandskost. Hvert år til Sydhavsøernes Frugtfestival bliver der afholdt middag på hotellet.

## Historie
Bygningerne som huser Hotel Saxkjøbing blev bygget omkring år 1800, og den blev i 1835 "Kgl. Priviligeret Kro". I 1897 indviede man en ny teatersal ved siden af den eksisterende bygning, hvor man siden afholdt både koncerter og revyer. Saxkjøbing Theater blev drevet frem til 1968, hvor salen blev inddraget i hotellet.
Sidefløjen til hovedbygningen, hvor der oprindeligt var stald, blev i 1950'erne ombygget til krostue.
I 1970'erne blev hotellet udbygget med to selskabslokaler og en lejlighed til dem, der drev hotellet. På dette tidspunkt var der 18 fuldtidsansatte. I 1980'erne gik det tilbage for både byen og hotellet, og det blev omdannet til asylcenter og inventaret blev solgt. I 1990'erne åbnede man atter hotel og restaurant, men restauranten måtte lukke igen, mens hotellet fortsatte.
I 2006 købte Claus Meyer, Carl Jones og Erwin Lauterbach Hotel Saxkjøbing med plan om at genåbne restauranten med fokus på lokale råvarer. Jones startede som direktør og køkkenchef, men blev i efteråret 2008 erstattet af Susanne Suhr Andersen som direktør, og der blev også ansat en ny køkkenchef. Han modtog i 2008 Det Danske Gastronomiske Akademis æresdiplom for initiativet med hotellet. Jones solgte sin andel til de to tilbageværende ejere ved årsskiftet 2008/2009, og Lauterbach forlod stedet i november 2009 således at Meyer blev eneejer. Forretningsmanden Ebbe Frahm blev medejer af hotellet i 2010. I 2011 gav hotellet et underskud på 1,9 mio. kr.
En anmelder fra Politiken roste i foråret 2015 stemningen og restauranten, mens betjeningen og morgenmaden blev kritiseret, bl.a. fordi udvalget til sidstnævnte var "en anelse simpelt – for simpelt".

## Galleri
- Hotellet fra 1800.
- Baggården på Hotel Saxkjøbing.
- "Kartoffelmad med dildcreme, pillede rejer, milde løg og urter".